# Elecciones generales de Dominica de 1936
Elecciones generales tuvieron lugar en Dominica en 1936. La Asociación de Gobierno Representativo ganó la mitad de los escaños electos.